# Mucosa gástrica
A mucosa gástrica é a camada de membrana mucosa do estômago que contém as glândulas gástricas. Nos seres humanos possui cerca de 1 mm de espessura e superfície lisa e aveludada. É formada por um epitélio interno, lâmina própria média e muscularis mucosae externa.